# Nadsterowność
Nadsterowność – właściwość pojazdu pokonującego zakręt, polegająca na tendencji do „uciekania” tyłu tego pojazdu na zewnątrz zakrętu i skłonność do zjeżdżania przodu do wnętrza zakrętu. Bezpośrednią przyczyną zjawiska jest utrata przyczepności kół tylnych i ich poślizg, przy jednoczesnym zachowaniu częściowej lub całkowitej przyczepności kół przednich. Samochód „próbuje” obrócić się wokół osi przednich kół. Konsekwencją jest poślizg i w przypadku nieopanowania zjawiska – obrócenie pojazdu wokół własnej osi oraz wypadnięcie z obranego toru ruchu. Zjawisko odwrotne do podsterowności. W nowoczesnych samochodach zjawiskom tym mają zapobiegać układy kontroli trakcji, np. ESP.
Znane z silnej tendencji do nadsterowności są pojazdy tylnonapędowe. W tym przypadku jedną z przyczyn zjawiska bywa zerwanie przyczepności napędzanych, tylnych kół, spowodowane ich niedociążeniem w zakręcie i chwilowym nadmiarem mocy. Znanymi przykładami takich samochodów są VW Garbus, duża część modeli Porsche (Porsche 356, Porsche 911 – a wybitnie mocno cecha ta ujawnia się w wersjach 911 GT2 i GT3). Podobnie wymagająca i trudna w prowadzeniu była np. Lancia Stratos – duża moc silnika przenoszona na tylne koła, mimo jego centralnego położenia oraz niewielka długość samochodu i krótki rozstaw osi wpływały na jego znaczną nadsterowność.

## Szczegółowa definicja i fizyka
Nadsterowność – właściwość pojazdu podczas pokonywania zakrętu, polegająca na zacieśnianiu zakrętu (zbliżaniu się auta do punktu środka łuku zakrętu – do wewnątrz zakrętu) w stosunku do promienia wynikającego z geometrii układu kierowniczego i jezdnego. Skręcenie przednich kierowanych kół jadącego pojazdu powoduje powstanie siły bocznej, towarzyszącego jej kąta znoszenia i ruch kątowy pojazdu w kierunku zakrętu o promieniu R w przybliżeniu:
{\displaystyle R={\frac {b}{a}},}
gdzie:
b – rozstaw osi,
a – kąt skrętu kół przednich.
Pociąga to za sobą powstanie siły bezwładności P skierowanej przeciwnie do kierunku zakrętu:
{\displaystyle P={\frac {k}{R}},}
gdzie:
{\displaystyle k} – współczynnik proporcjonalny do kwadratu prędkości,
{\displaystyle R} – promień skrętu.
Siła ta jest zrównoważona przez reakcje kół (przyczepność opon) przedniej i tylnej osi, odwrotnie proporcjonalne do ich odległości od środka masy pojazdu, powodując odpowiadające im kąty znoszenia δp i δt. Nadsterowność ma miejsce, gdy δt > δp. Nadsterowność rośnie wraz z prędkością. Duża nadsterowność może prowadzić do niestateczności, to znaczy malejącego szybko promienia skrętu aż do utraty przyczepności i wypadnięcia z drogi. Samochód nadsterowny powyżej pewnej krytycznej prędkości staje się niestateczny kierunkowo. Jazda jest jednak nawet wtedy możliwa dzięki stabilizującemu działaniu kierowcy, przy czym podstawowym ograniczeniem – nie biorąc pod uwagę umiejętności kierowcy – jest jego czas reakcji – opóźnienie w pętli sterowania. Na schemacie pokazano uproszczony model zjawiska, przedstawiony w postaci zamkniętej pętli transmitancji operatorowych, przy czym bloki o wzmocnieniach k1 i k2 reprezentują samochód, blok o wzmocnieniu k5 to destabilizujące dodatnie sprzężenie zwrotne powodujące nadsterowność. Bloki k3 i k4 tworzą model odniesienia, który kierowca przyjmuje za wzorzec pożądanego zachowania samochodu, blok proporcjonalny k6, całkujący k7 oraz opóźnienie transportowe – to model samego kierowcy. Kolorem zielonym oznaczono sterowanie φ, żółtym – istniejącą wartość prędkości kątowej ω, kolorem czerwonym zaś wartość pożądaną tej prędkości. Uchyb, na który reaguje kierowca, to różnica Δω między zachowaniem pożądanym a rzeczywistym.
Na wykresie symulacji przeprowadzonej przy użyciu programu MATLAB (simulink) kolorem żółtym oznaczono „rzeczywistą” prędkość kątową, kolorem czerwonym – pożądaną prędkość, kolorem zielonym kąt skrętu kół aplikowany przez kierowcę w celu zachowania pożądanej prędkości kątowej.

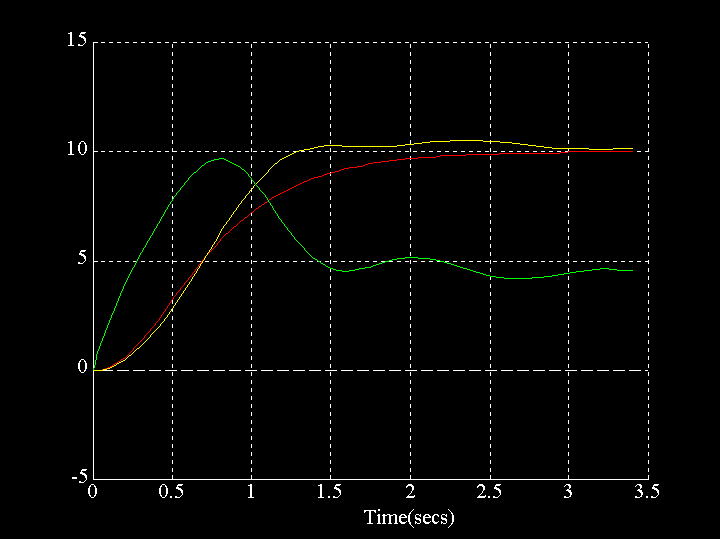
Wykres symulacji (MATLAB) samochodu nadsterownego – wprowadzenie w zakręt: linia czerwona – przebieg pożądany, linia żółta – przebieg rzeczywisty prędkości kątowej zakrętu, linia zielona – kąt skrętu kół sterowany przez kierowcę.

Schemat blokowy sterowania samochodem w zakręcie

Taka nadsterowność jest w danej chwili (to znaczy dla danego ustawienia zawieszenia, rozkładu obciążenia, stanu załadowania, rodzaju opon, ciśnienia w oponach etc.) nieodłączną cechą danego pojazdu, przy czym o charakterystyce nadsterowności decyduje głównie:
- rozkład ciężaru między koła przedniej i tylnej osi, umieszczenie środka ciężkości względem osi (większe obciążenie tyłu zwiększa nadsterowność),
- właściwości opon (opony o wyższym profilu mają większe kąty znoszenia, opony niższym profilu z tyłu – zmniejszają nadsterowność),
- kinematyka zawieszenia, którego ugięcie na skutek przechyłu na zakręcie może pociągać za sobą zmianę kątów ustawienia kół oraz/lub zmianę obciążenia kół, zmniejszając lub zwiększając nadsterowność.

Opisywana dotąd nadsterowność dotyczyła sytuacji poruszania się samochodu bez napędu (przyłożenia momentu obrotowego na koła) lub hamowania i nie miała związku z tym, czy samochód ma napęd na koła przednie czy tylne oraz z przyczepnością opon; zakładano, że nie występuje poślizg, a kąty znoszenia kół wynikają tylko ze znoszenia opon, czyli z będącej w przybliżeniu liniową zależności między siłą boczną a kątem między kierunkiem ruchu koła a jego płaszczyzną obrotów.
Nadsterowność może być jednak powiększona, a nawet wymuszona drogą przyłożenia momentu napędowego lub hamującego do kół osi tylnej. Może być ona również zmniejszona lub zlikwidowana przyłożeniem momentu napędowego do kół przednich. Jest to szczególnie efektywne na nawierzchniach luźnych lub śliskich, gdzie dochodzi w miejsce znoszenia do poślizgu poprzecznego kół obu osi, a w przypadku nadsterowności – kół tylnych. Należy to do arsenału środków kierowców rajdowych – i paradoksalnie – do najczęstszych błędów kierowców początkujących.
Zachowanie się samochodu na nawierzchni śliskiej nie zależy zatem od jego inherentnej nadsterowności czy podsterowności, lecz od sterowania mocą i hamulcami – a nawet od przypadku. Typowa jest pozorna podsterowność samochodu normalnie w sposób „przyrodzony” nadsterownego, z niedociążonymi przednimi kołami, przy rozpoczynaniu zakrętu na śliskiej nawierzchni; „nie słucha” on kierowcy, bo będące w dyspozycji niewielkie siły poprzeczne po skręceniu kół długo nie są w stanie nadać prędkości kątowej zakrętu, ze względu na duży moment bezwładności względem osi pionowej pojazdu. Przy wyjściu z takiego zakrętu sytuacja jest przeciwna i samochód zasadniczo podsterowny wykaże zachowanie nadsterowne, „zamiatając tyłem”.
Statystycznie – samochody przednionapędowe są częściej podsterowne, a samochody z napędem na koła tylne, zwłaszcza z silnikiem z tyłu – są nadsterowne, ale sam fakt przedniego czy tylnego położenia silnika i przedniego czy tylnego napędu nie jest ani warunkiem koniecznym ani wystarczającym nadsterowności czy podsterowności pojazdu.
Samochody nadsterowne w istotnym zakresie prędkości stawiają kierowcom duże wymagania odnośnie do sprawności psychomotorycznej. Krytyczne jest pokazane na schemacie blokowym opóźnienie, potocznie zwane refleksem; przekroczenie pewnego progu prowadzi do niemożności opanowania samochodu, rosnących oscylacji i opuszczenia drogi. Nie są tu decydująco pomocne kwalifikacje – jedyną radą, poza odzyskaniem refleksu, jest uprzednie dostateczne zmniejszenie prędkości.
Nadsterowność jest preferowana przez niektórych tylko kierowców rajdowych; pozostali wolą „ustawienie” na lekką podsterowność, uzyskując potrzebną w danej sytuacji nadsterowność takimi kanałami sterowania jak napęd i hamowanie. Także nawet samochody F1 są ustawiane na nieznaczną podsterowność, aby mieć zapas przyczepności napędzanych kół tylnych w krytycznym momencie wyjścia z zakrętu.